# Gabriele Palme
Gabriele Palme (geboren am 26. April 1964 in Staßfurt) ist eine ehemalige deutsche Handballspielerin. Sie wurde 1993 mit der deutschen Nationalmannschaft Weltmeisterin.

## Vereinskarriere
Gabriele Palme begann im Alter von sechs Jahren mit dem Handballspielen. Von 1970 bis 1983 spielte sie zunächst beim SV Traktor Förderstedt, anschließend war sie in der zweiten Liga bis 1985 in der Studentenmannschaft der Pädagogischen Hochschule Magdeburg aktiv. Ihr Talent wurde bereits früh erkannt, für die Sportschule war Palme nicht geeignet, da wegen ihrer West-Verwandtschaft Fluchtgefahr bestand und die Förderschule auch im Ausland spielte. Nach einer Gesetzesänderung im Jahr 1985 änderte sich dies und Palme wechselte zum SC Magdeburg in die höchste Spielklasse der Deutschen Demokratischen Republik, der Oberliga. Nach der Wiedervereinigung spielte sie für die Magdeburger in der Handball-Bundesliga. Im April 1995 beendete sie ihre sportliche Laufbahn.

## Nationalmannschaft
1986, ein Jahr nach ihrem Wechsel zum SC Magdeburg gab sie ihr Debüt in der Frauen-Handballnationalmannschaft der DDR, für diese sie 109 Länderspiele bestritt. Sie spielte bei der Weltmeisterschaft 1990 in Südkorea mit der ostdeutschen Nationalmannschaft, die den dritten Platz belegte. Mit der deutschen Nationalmannschaft nahm sie an den Olympischen Spielen 1992 teil. In Barcelona ging das Team als Favorit auf Gold in das Turnier, belegte am Ende jedoch nur den vierten Platz. Nachdem Palme ihre Karriere in der Nationalmannschaft eigentlich beendet hatte, konnte der neue Bundestrainer Lothar Doering sie zu einer Rückkehr in die Nationalmannschaft überreden. Mit dieser wurde sie 1993 Weltmeister.
Wegen ihrer über 100 A-Länderspiele gehört sie zum DHB-Club 100.

## Privates
Gabi Palme besuchte von 1970 bis 1980 die Polytechnische Oberschule in Förderstedt und absolvierte anschließend eine dreijährige Berufsausbildung mit Abitur zur Maschinenbauzeichnerin. Anschließend studierte sie an der Pädagogischen Hochschule Magdeburg und wurde danach Lehrerin an einer Gesamtschule in Magdeburg.